# Медаль К. Д. Ушинского
Меда́ль К. Д. Уши́нского — ведомственная медаль Министерства науки и высшего образования Российской Федерации, учреждённая приказом Минобрнауки России № 71 от 11 декабря 2018 года.
Изначально награда была утверждена Постановлением Совета Министров РСФСР от 25 июня 1946 года для особо отличившихся педагогов. Приказами Минобразования России № 44 от 13 января 1999 года и Минобрнауки России № 84 от 6 октября 2004 года является ведомственной медалью Министерства образования и науки Российской Федерации. 26 сентября 2016 года потеряла статус высшей ведомственной награды.

## История возникновения
Возникновение медали было связано с тем, что широко отмечалось 75-летие со дня смерти К. Д. Ушинского. К этой дате было проведено много мероприятий по всему СССР и в том числе учреждена медаль К. Д. Ушинского. Медаль была учреждена 25 мая 1946 года Постановлением Совета Министров РСФСР для награждения «особо отличившихся учителей и деятелей в области педагогических наук, за успешное разрешение вопросов теории и истории педагогики, психологии, дефектологии, школьной гигиены, совершенствование методов обучения, за создание образцовых учебников и учебных пособий для начальной, семилетней и средней школы, педагогических училищ и по педагогическим наукам для высшей школы». Вручение медали производилось Министром просвещения РСФСР.
Медаль К. Д. Ушинского имела вид правильного круга диаметром 27 мм, изготовлялась из оксидированного серебра. На лицевой стороне медали помещено рельефное прямое, по-грудное изображение К. Д. Ушинского. По окружности медали, в нижней части — надпись: «К. Д. УШИНСКИЙ», помещенная между двумя точками. По центру медали, по бокам — годы жизни: «1824» и «1871». На оборотной стороне медали, в верхней части — надпись: «РСФСР», в центре в 4 строки — «ЗА ЗАСЛУГИ/ В ОБЛАСТИ/ ПЕДАГОГИЧЕСКИХ/ НАУК», обрамленная снизу лавровыми ветвями. Все надписи на медали выпуклые. Медаль при помощи ушка и кольца соединена с четырёхугольной колодкой, обтянутой белой шелковой муаровой лентой шириной 20 мм. Посредине ленты две продольные синие полоски шириной по 3 мм, разделяемые белой полоской в 1 мм. Боковые края ленты окаймлены синей полоской шириной 1 мм. На оборотной стороне колодки — винт и гайка для крепления знака к одежде. Медаль носили на правой стороне груди.

## Правила награждения
Согласно Положению от 13 января 1999 года медалью К. Д. Ушинского награждались учителя, другие педагогические работники всех видов общеобразовательных учреждений, детских домов, дошкольных и иных учебно-воспитательных учреждений, преподаватели учебных заведений высшего, среднего, начального и соответствующего дополнительного профессионального образования, работники научных, методических учреждений, учреждений и организаций в сфере молодёжной политики и органов управления образованием и органов по молодёжной политике, деятели науки, имеющие:
- значительные достижения в области педагогики, психологии, дидактики;
- успехи в области обучения и воспитания подрастающего поколения, культурного и нравственного развития личности;
- существенный вклад в создание образцовых учебников и разработку учебно-методической литературы, наглядных пособий и оборудования;
- значительный вклад в совершенствование системы образования.

Согласно Положению от 6 октября 2004 года медалью К. Д. Ушинского награждаются особо отличившиеся педагогические работники образовательных учреждений (организаций) и деятели в области педагогических наук за:
- успешную разработку вопросов теории и истории педагогики, психологии, дефектологии, школьной гигиены, дидактики и других педагогических наук;
- совершенствование методов обучения и воспитания подрастающего поколения, культурного и нравственного развития личности;
- существенный вклад в создание образцовых учебников и разработку учебно-методической литературы, наглядных пособий и оборудования.

Минобрнауки России согласовывает все представления к награждению медалью К. Д. Ушинского с Российской академией образования. Повторное награждение медалью не осуществляется.

## Правила ношения
Медаль К. Д. Ушинского носится на левой стороне груди ниже государственных наград Российской Федерации.

## Описание медали
Медаль К. Д. Ушинского имеет форму правильного круга диаметром 27 мм с выпуклым бортиком с обеих сторон высотой 0,5 мм и шириной 1 мм изготавливается из серебра 925 пробы и оксидируется.
На лицевой стороне медали прямое рельефно-графическое погрудное изображение К. Д. Ушинского. По окружности медали, в нижней части, рельефная надпись заглавными буквами «К. Д. УШИНСКИЙ», а в центре с одной стороны изображения К. Д. Ушинского — «1824 г.» и с другой стороны изображения — «1871 г.».
На оборотной стороне в центре выпуклыми заглавными буквами в 4 строки надпись «ЗА ЗАСЛУГИ В ОБЛАСТИ ПЕДАГОГИЧЕСКИХ НАУК», снизу — лавровая ветвь.
Медаль при помощи ушка и кольца соединяется с четырёхугольной колодкой размером 25 мм на 15 мм, обтянутой белой шелковой муаровой лентой шириной 20 мм. В середине ленты — две поперечные синие полоски шириной 3 мм, разделяемые белой полоской в 1 мм. Боковые края ленты окаймлены синей полоской шириной 1 мм.

## Дополнительные поощрения награждённым
- До 2016 года, согласно Федеральному закону РФ «О ветеранах» и принятым в его развитие подзаконным актам награждение медалью К. Д. Ушинского при наличии соответствующего трудового стажа или выслуги лет давало право присвоения награждённому звания «ветеран труда»[9]. Введённым 26 сентября 2016 года Приказом № 1223 «О ведомственных наградах Министерства образования и науки РФ» этот порядок был отменён[10].